# Лешански манастир
„Вси Светии“ или „Всех Святих“ (на македонска литературна норма: „Си Свети“) е православен манастир, разположен край охридското село Лешани, Северна Македония, част от Дебърско-Кичевската епархия на Македонска православна църква – Охридска архиепископия.

## Местоположение
Манастирът е единственият, който носи името „Вси Светии“ в Република Северна Македония и България. Разположен е на около 25 километра от Охрид, в областта Долна Дебърца, на заравнено плато от Долни Осой, клон на планинския венец Мазатар от Плакенската планина.

## История
Манастирът е основан, както показват археологическите проучвания около стария католикон, вероятно в XII – XIII век, според откритите монети и други артефакти. Има две църкви, посветени на Вси светии и камбанария с вид на църква. Западно от двете църкви в 1927 – 1928 година е издигната голяма сграда, предназначена за земеделско училище, която обаче никога не е използвана за учебни цели.
В 1845 година руският славист Виктор Григорович преспива в манастира и пише в „Очерк путешествия по Европейской Турции“:
| „ | В манастира имаие само един монах с прислужник... Манастирът „Вси Светии“ е доста беден. В църквата прочетох следния надпис на стената: „жиздесе и пописасе св. бжественныи храмъ великихъ мученикъ всихъ святыхъ съ трудомъ (sic) и попеченіемъ раба Божія Ни... Божикева изъ града Охрида въ дни архіепископа Никодима въ лѣто 6960 (1452)“. | “ |

В 1973 година в южната част на манастира е изграден малък конак. В 2006 година настоятелят йеромонах Вартоломей Пройковски започва адаптирането на училищната сграда за конак. Третата и най-нова църква на манастира е посветена на Покров Богородичен.
Южно от манастира има извор, смятан за лековит, до който е издигнат параклис „Света Неделя“.

## Стар католикон
Старият католикон на манастира е малък храм издигнат в 1452 година според описан от Виктор Григорович и по-късно загубен надпис. По време потушаването на Илинденско-Преображенското въстание в 1903 година храмът е опожарен от османците, като ценните стенописи от XV век в него губят колорита си, но все пак оцеляват.

## Нов католикон
Новият католикон започва да се строи в 1911 година и е осветен в 1926 година. В архитектурно отношение представлява трикорабна базилика. Иконите са дело на лазарополския зограф Кръстьо Николов и на сина му Рафаил Кръстев.
- Камбанарията
- „Покров Богородичен“
- Икона на Вси Светии от манастира